# Xã Blowers, Quận Otter Tail, Minnesota
Xã Blowers (tiếng Anh: Blowers Township) là một xã thuộc quận Otter Tail, tiểu bang Minnesota, Hoa Kỳ. Năm 2010, dân số của xã này là 321 người.